# Waidhofen an der Thaya
Pour les articles homonymes, voir Waidhofen.
Waidhofen an der Thaya est une commune autrichienne du district de Waidhofen an der Thaya en Basse-Autriche.

## Personnalités liées à la commune
- Alexander Wurz
- Birgit Zotz